# Neotheronia vallata
Neotheronia vallata är en stekelart som beskrevs av Krieger 1905. Neotheronia vallata ingår i släktet Neotheronia och familjen brokparasitsteklar. Inga underarter finns listade i Catalogue of Life.